# Cañaris (Ferreñafe)
Cañaris es una localidad y capital del distrito de Cañaris en la provincia de Ferreñafe, departamento de Lambayeque.

## Demografía
En el 2017 contaba con una población de 427 habitantes por lo que es la localidad más poblada del distrito.